# Casa consistorial de Zalduendo de Álava
La ‘casa consistorial de Zalduendo de Álava' (Provincia de Álava, España) es un edificio civil y de servicios, sobrio y con escasos ornamentos. 
El edificio tiene planta rectangular con fachada principal de menor dimensión que las laterales, formando un volumen de gran fondo con cubierta a dos aguas de teja cerámica curva y esquinales en sillería. La cumbrera se dispone paralela a la fachada principal. Presenta planta baja, primera y bajocubierta.
La fachada principal se alza en orientación este, hacia un espacio público y el vial que une Zalduendo de Álava con Salvatierra por el que discurre el Camino de Santiago, por lo que su presencia visual es destacada. Es una fachada plana, simétrica y de eje central, realizada en gran parte con sillares de piedra arenisca. Presenta una ordenada composición con tres ejes verticales de vanos y una jerarquización de pisos. La planta baja se caracteriza por un portón central adintelado formado por recercos planos de orejetas. En el mismo piso, a cada lado del acceso se abren sendas ventanas adinteladas, con orejetas, levemente verticales y con cierre de herrería. En esta planta, a la izquierda del acceso se ubica un vano no original. Como división y marcando la línea de forjado entre la planta baja y primera se sitúa una imposta horizontal plana continua levemente saliente del paño de fachada. En la planta primera se disponen tres huecos adintelados de factura similar a los de la planta inferior, ambos tres son similares sin balcón ni herrería. En este piso se ubica un escudo de armas colocado en tiempos recientes. Entre el primer piso y la bajocubierta se repite la imposta plana horizontal que marca la división de pisos. La bajocubierta tiene muy poca altura y presenta tres pequeños vanos apaisados coincidentes con la altura de una hilada de sillares y continuidad con los ejes verticales.
Las fachadas laterales se caracterizan por su carácter secundario al ser realizadas en mampostería revocada, no tener impostas, ni decoración significativa y tener menor presencia urbana al tener edificaciones a ambos lados. Tienen pocos vanos y de pequeño tamaño, predominando un claro carácter ciego de las fachadas. Los vanos se realizan adintelados y se emplea en su cerco sillares, apreciándose una cierta regularidad en su disposición.
La fachada trasera presenta un acceso adintelado en su esquina derecha. La planta baja se muestra con sillarejo y consta de tres vanos de factura diversa a la izquierda del acceso mencionado. Las plantas altas se encuentran revocadas, destacando la alineación horizontal de tres vanos cuadrados de pequeño tamaño recercados cada uno por cuatro piezas de grandes sillares. En este piso se ubica un vano vertical que no parece responder a la construcción original.
El sistema estructural es de forjados de madera, con tres muros de carga paralelos a la fachada principal. El inmueble está dividido en dos partes por un muro paralelo a la fachada principal coincidente con la línea de cumbrera. La parte delantera cuenta a su vez con otro muro interno paralelo y forjados de madera vistos, se caracteriza por el pequeño zaguán central de acceso en planta baja desde el que se accede frontalmente a la escalera entre muros que sirve al piso superior. En los cercos de vanos se emplean sillares. La parte trasera no cuenta con muros internos, se comunica mediante un vano con la parte delantera y se caracteriza por su estructura leñosa.